# كأس الاتحاد الإنجليزي 1986–87
كأس الاتحاد الإنجليزي 1986–87 (بالإنجليزية: 1986–87 FA Cup)‏ هو الموسم 106 من  كأس الاتحاد الإنجليزي. الذي يشرف على تنظيمه الاتحاد الإنجليزي لكرة القدم، وفاز فيه كوفنتري سيتي.